# Saxaul

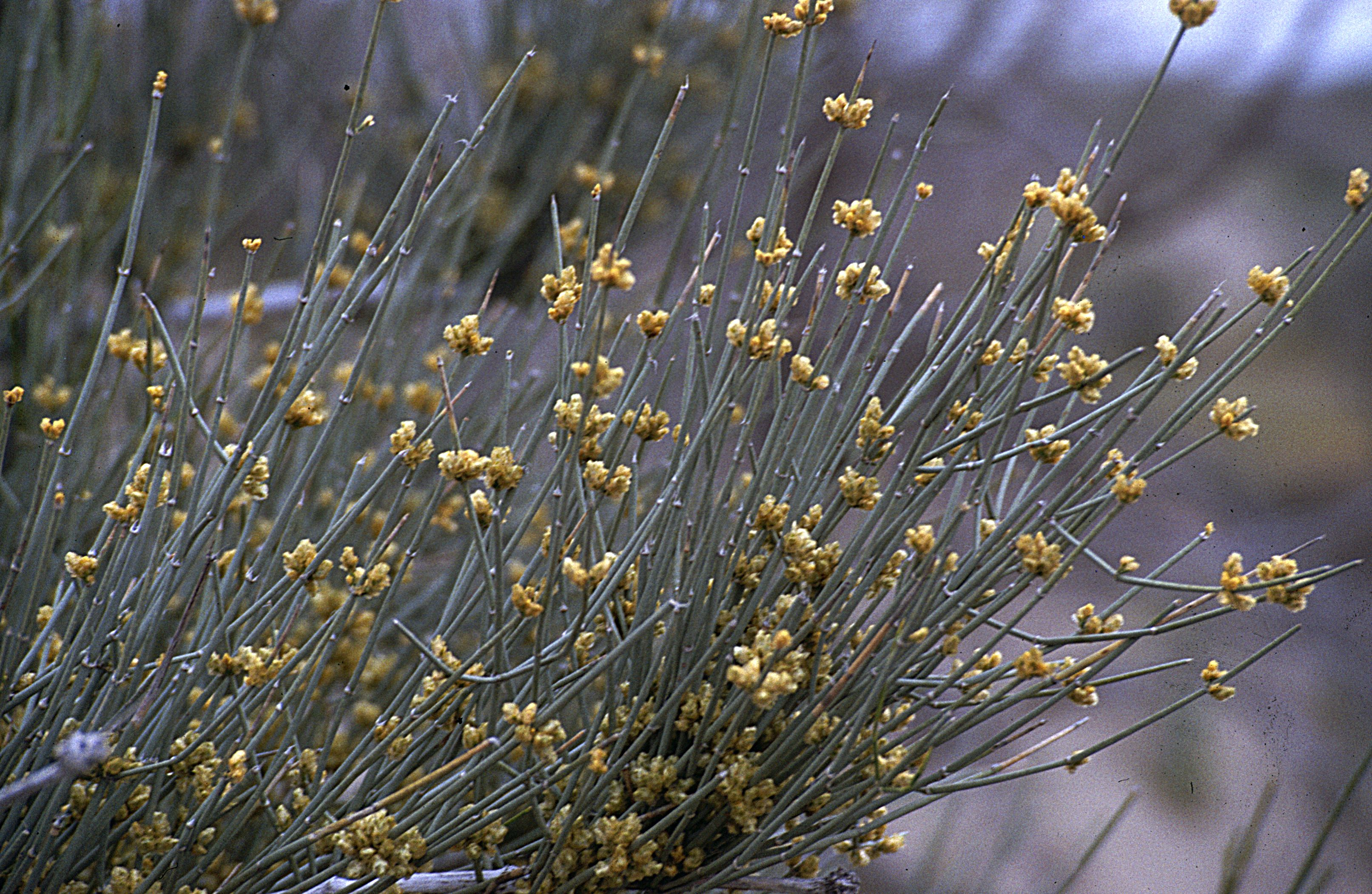
Blühende Saxaulzweige (Karakum)

Der Saxaul (Haloxylon ammodendron), auch Schwarzer Saxaul genannt, ist eine Pflanzenart aus der Unterfamilie Salsoloideae in der Familie der Fuchsschwanzgewächse (Amaranthaceae). Der Saxaul ist ein Strauch bzw. niedriger Baum der ariden Steppen und Wüsten Zentralasiens. Man findet ihn vom Kaspischen Meer bis in die Gobi-Wüste in der Mongolei. Dort kann er sogenannte „Saxaul-Wälder“ ausbilden.

## Beschreibung
Der Saxaul ist ein hoher Strauch bzw. niedriger Baum, der ein bis neun Meter (selten bis 12 Meter) groß wird. Der grau-weißliche Stamm ist meist 4–10 cm dick, kann an der Basis aber bis 50 cm Durchmesser erreichen. Sein Holz ist hart und brüchig. Die graubraunen bis hell gelblichbraunen Seitenzweige sind oft ringförmig aufgerissen. Die diesjährigen Zweige wachsen aufsteigend oder hängend, sie sind lang, grün und nur etwa 1,5 mm dünn.
Die schuppenförmigen Blätter sind sehr klein, so dass der Baum fast blattlos wirkt. Sie sitzen im Abstand von 0,4 bis 1,2 cm an den jungen Zweigen, ihre Form ist breit-dreieckig. Die Blattachseln sind wollig behaart.
Der Saxaul blüht im Frühling (im Iran von März bis April, in China von Mai bis Juli). Die Blüten befinden sich auf kurzen Seitensprossen der vorjährigen Zweige. Ihre breit-eiförmigen, hautrandigen Vorblätter sind etwa so lang wie die länglichen Blütenhüllblätter. Die Staubblätter ragen aus der Blüte heraus. Der Griffel trägt zwei (selten drei) sehr kurze Narben.
Zur Fruchtzeit wachsen aus dem Rücken der Blütenhüllblätter oberhalb der Mitte kreis- bis nierenförmige Flügel aus. Die geflügelte Frucht erreicht 5–8 mm im Durchmesser. Das Perikarp ist nicht am Samen angewachsen. Der schwarze Same hat einen Durchmesser bis 2,5 mm.
Die Chromosomenzahl ist 2n=18.

## Vorkommen
Der Saxaul ist in weiten Gebieten Asiens verbreitet. Sein Areal reicht vom Ural, Iran und Kasachstan östlich bis zur Mongolei sowie nach China in die Provinzen bzw. autonomen Gebiete westliches Gansu, Innere Mongolei, nordwestliches Ningxia, nördliches Qinghai und Xinjiang.
Saxaulbäume wachsen in Sandwüsten, an Wanderdünen, in Artemisia-Steppe, in Felstälern und an Hügelhängen.

## Ökologie
Der Saxaul kommt häufig in Massenbeständen vor, sodass man von „Saxaul-Wäldern“ sprechen kann. Allein in der Süd-Mongolei bedecken diese 45.000 Quadratkilometer. Dieses Habitat bietet diversen Tierarten wie dem Saxaul-Sperling (Passer ammodendri) eine Heimat. Die Pflanze wirkt mehrfach gegen Desertifikation. Sie gilt als genügsam, speichert Wasser und schützt vor den Auswirkungen von Sand- und Salzstürmen. Vor allem ist Saxaul salztolerant. Die Wurzeln halten und stabilisieren leicht erodierte Böden und reichern sie mit Phytomasse und Humus an.

## Systematik

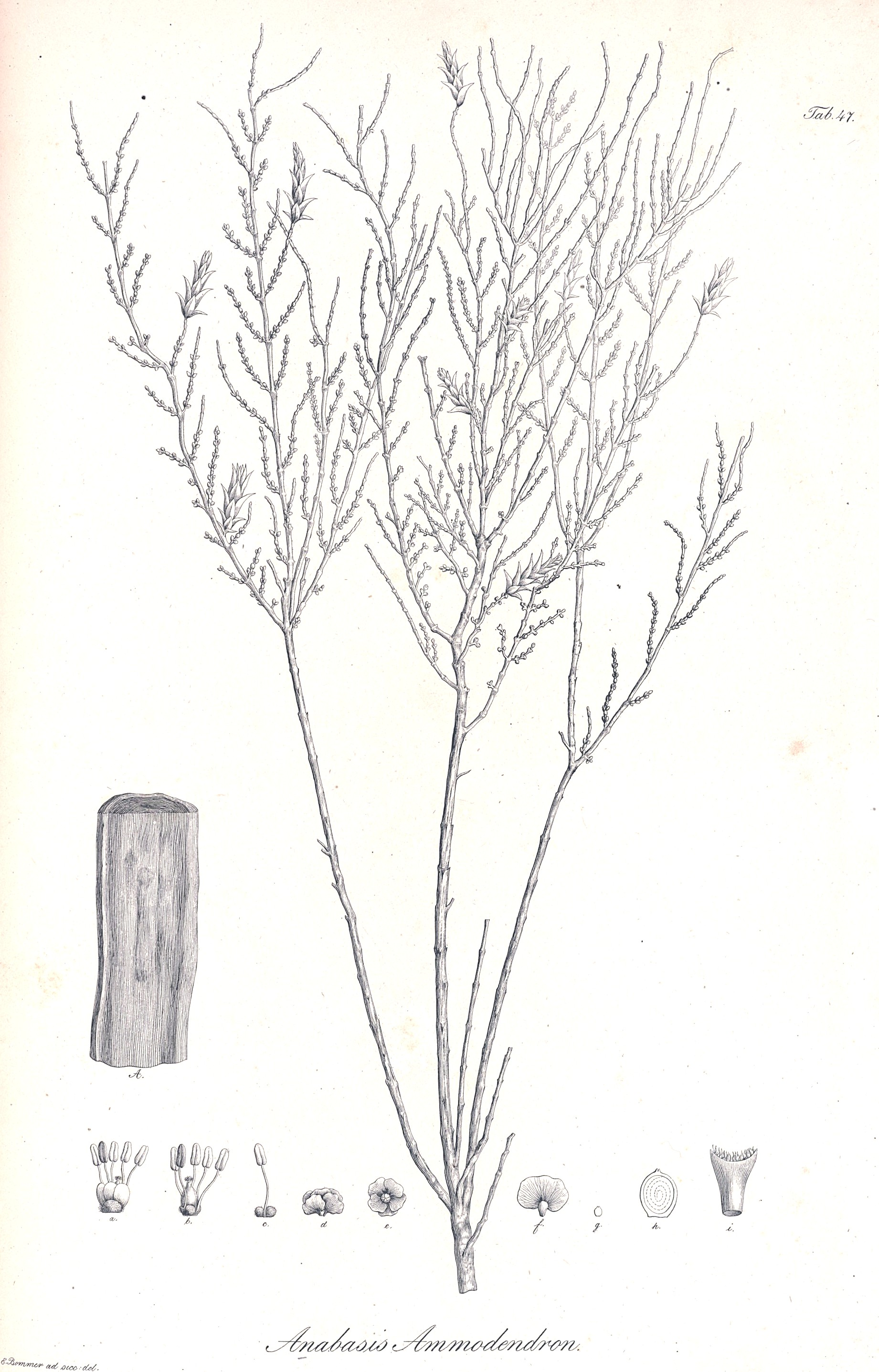
Illustration von Haloxylon ammodendron

Die Erstbeschreibung erfolgte 1829 durch Carl Anton von Meyer unter dem Namen Anabasis ammodendron (in Ledebour: Flora Altaica 1. S. 375). Alexander von Bunge stellte die Art 1851 in die Gattung Haloxylon. Weitere Synonyme sind Arthrophytum ammodendron (C.A.Mey.) Litw., Arthrophytum ammodendron var. aphyllum Minkw., Arthrophytum haloxylon Litw., Haloxylon aphyllum (Minkw.) Iljin und Haloxylon pachycladum M.Pop.

## Nutzung
Die wasserspeichernde Rinde bietet den Nomaden eine Möglichkeit zur Wasserversorgung und gleichzeitig bietet der Baum Feuerholz. Letzteres hat jedoch durch steigende Öl- und Kohlepreise die Verbreitung stark eingeschränkt.
Der Saxaul wird in ganz Zentralasien zur Bodenbefestigung gepflanzt, um die fortschreitende Desertifikation zu stoppen. Insbesondere in Usbekistan im Aralkum (dem trockengefallenen Seegrund) und im bergigen Afghanistan eignet sich die Pflanze im Kampf gegen Erosion, wo es staatliche Hilfen oft nicht gibt und sich Pächter aus eigener Kraft helfen müssen.
Eine parasitische Pflanze (Cistanche deserticola) an den Wurzeln des Saxaulbaumes wird von den Chinesen als „Wüsten-Ginseng“ bezeichnet und in der traditionellen Medizin verwendet.